# Deng Yingchao

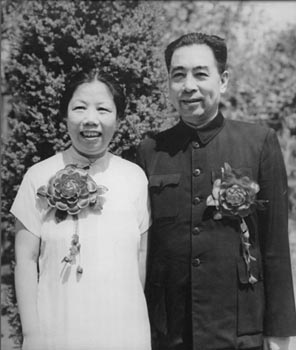
Deng naast haar man Zhou

Deng Yingchao (vereenvoudigd Chinees: 邓颖超) (Nanning, 4 februari 1904 – Peking, 11 juli 1992) (Jiaxiang: Henan, Guangshan 河南省光山县), was een Chinees politica en de vrouw van de eerste premier van de Volksrepubliek China, Zhou Enlai.
Deng Yingchao was afkomstig uit een zeer arm gezin. Haar vader overleed toen ze nog een kind was. Haar moeder werd later arts. Deng sloot zich aan bij de 4 Mei-beweging (linkse intellectuele beweging) en later ook bij de Communistische Partij van China (CCP). Ze trouwde op 8 augustus 1925 te Tianjin met CCP-lid Zhou Enlai, de latere Chinese premier. Het echtpaar bleef kinderloos, maar adopteerde vele weeskinderen. Een van hun adoptiekinderen, Li Peng, zou later premier van China worden.
Deng voerde in de jaren twintig en dertig een campagne tegen het afbinden van voeten, iets wat veel Chinese vrouwen indertijd deden als schoonheidsideaal of om met een rijke man te kunnen trouwen.
Na de stichting van de Volksrepubliek China (1949) werd Deng voorzitster van de Chinese Vrouwen Federatie. Vanaf 1976 was zij vicevoorzitster van het Nationaal Volkscongres en van 1983 tot 1988 voorzitster van het Permanente Comité van het Volkscongres voor Politieke Adviezen (dat wil zeggen een organisatie waarin de overige acht gelegaliseerde Chinese partijen zijn opgenomen).
Deng Yingchao overleed op 88-jarige leeftijd in Peking.
- Bibliothèque nationale de France: cb120219744 (data)
- Gemeinsame Normdatei: 119081377
- International Standard Name Identifier: 0000 0003 6841 0105
- Library of Congress Control Number: n81146565
- Nationale bibliotheek van Australië: 36730644
- Nationale Bibliotheek van Israël: 987007425345405171
- Nationale Bibliotheek van Polen: a0000002625020
- Nederlandse Thesaurus van Auteursnamen: 142850195
- SNAC: w6qc308v
- Système universitaire de documentation: 234958847
- Trove: 1438512
- Virtual International Authority File: 36930641
- WorldCat: E39PBJwMFDwWrYjymfqqYGTmBP